# Lubomír Dobrý
Lubomír Dobrý (Brno, 23 agosto 1925 – Praga, 20 marzo 2019) è stato un allenatore di pallacanestro cecoslovacco.

## Carriera
Ha guidato la Cecoslovacchia ai Campionati europei del 1953.
Ha inoltre guidato la nazionale femminile ai Campionati mondiali del 1957 e a tre edizioni dei Campionati europei (1950, 1952, 1956).

## Palmarès

### Allenatore
- Campionato cecoslovacco: 2

Slavia Brno: 1952, 1953